# Vietnám vasúti közlekedése
Vietnám vasúthálózatának hossza 2652 km, ebből 180 km 1435 mm, 2249 km pedig 1000 mm nyomtávú. A vasúthálózatot a Vietnam Railways üzemelteti.

## Nagysebességű közlekedés
A vietnámi miniszterelnök bejelentette, országa a tervezett észak-déli nagysebességű vasútvonalat sinkanszen-technológiával fogja megépíteni. Ezáltal Vietnám lehet a második ország, ahova Japán sikerrel exportálja a nagysebességű vasutat mint teljes technológiát, bár a kínai nagysebességű vasúton is járnak már japán eredetű sinkanszen szerelvények.
A vietnámi nagysebességű vasúthálózat mintegy 1500 kilométer hosszú lesz, melyet a két végén, Hanoitól és Ho-si-min-várostól kezdenek el építeni, és szakaszosan helyezik majd forgalomba. A költségeket 5000 milliárd jenre becsülik. Először még a múlt évezred végén, Tajvanba sikerült eladni a technológiát, amely alapján azóta megépült a tajvani nagysebességű vasút.
Az országgyűlés azonban visszautasította, a kommunista rendszer fennállása óta először fordult elő, hogy a kormány előterjesztését nem szavazták meg. A vonal építése 2014 évben kezdődött volna meg, és 2035-ben fejeződött volna be. A júniusi szavazáskor 178 képviselő szavazott a javaslat ellen, 82 tartózkodott. A képviselők kérték a kormányt, vegyenek más lehetőséget is figyelembe Vietnám nagyvárosainak vasúti összeköttetésének javítására.

## Járműállomány
- 331 dízelmozdony
- 34 gőzmozdony
- 852 személykocsi
- 3922 teherkocsi

### Jelenlegi vonalak
| Leírás              | Megnyitás    | Hossz (km) | Állomások száma | Utazási idő (óra) | Nyomtáv (mm) |
| ------------------- | ------------ | ---------- | --------------- | ----------------- | ------------ |
| North-South Railway | 1936         | 1726       | 191             | 30                | 1000         |
| Hanoi–Lao Cai       | 1906         | 296        | 40              | 10                | 1000         |
| Hanoi–Dong Dang     | 1902         | 163        | 23              | 4,25              | fonódott     |
| Kep–Ha Long         | 1950-es évek | 106        | 12              | 4,5               | 1435         |
| Hanoi–Haiphong      | 1902         | 102        | 18              | 2,5               | 1000         |
| Hanoi–Thai Nguyen   | 1962         | 75         | 14              | ??                | fonódott     |
| Thai Nguyen–Kep     | 1966         | 57         | 6?              | ??                | 1435         |
| Pho Lu–Xuan Giao    | ??           | 11         | ??              | ??                | ??           |
| Tien Kien–Bai Bang  | ??           | 10, 5      | ??              | ??                | 1000         |
| Da Lat–Trai Mat     | 1932         | 7          | 2               | ??                | 1000         |
| Tien Kien–Lam Thao  | ??           | 4,1        | ??              | ??                | 1000         |

## Vasúti kapcsolata más országokkal
- Kína - van
- Laosz - nincs
- Kambodzsa - nincs; tervezés alatt